# Джон Лорд О'Браєн
Джон Лорд О'Браєн (англ. John Lord O`Brian; 14 жовтня 1874 — 11 квітня 1973) — американський юрист, який обіймав державні посади в адміністраціях п'яти президентів США між 1909 і 1945 роками.

## Життєпис
Джон Лорд О'Браєн народився 14 жовтня 1874 року у місті Буффало штату Нью-Йорк. У Буффало він відвідував державні школи, після чого, у 1892 році, вступив до Гарвардського коледжу, який закінчив у 1896 році, здобувши ступінь бакалавра мистецтв. У 1898 році О'Браєн закінчив Школу права Університету в Буффало, здобувши ступінь бакалавра права. Пізніше О'Браєн вступив до Гобартського коледжу, де здобув ступінь доктора права. О'Браєн викладав у Школі права Університету в Буффало та мав приватну юридичну практику в Буффало.
У 1906 році він обрався як республіканець до Асамблеї штату Нью-Йорк від Буффало. Під час своєї каденції О'Браєн представляв законопроєкти щодо полегшення збирання з корпорацій податку на монопольні права і привілеї, про обмеження видання судових свідоцтв про розумний сумнів (документ про можливе порушення конституційного права) та щодо надання штату повноважень розробляти плани щодо зберігання води для суспільного користування. У 1909 році О'Браєн був призначений федеральним окружним прокурором Західного округу штату Нью-Йорк і залишався на цій посаді до 1914 року. На посаді федерального окружного прокурора О'Браєн домагався знищення партії кетчупу, у складі якого знайшли бактерії, наклав штраф у розмірі 55 000 доларів США на нафтову компанію Standard Oil за отримання знижки на транспортування від залізничної компанії, тощо. Загалом, О'Браєн відзначився тим, що за 1912—1913 фінансовий рік стягнув штрафів на суму 157 107 доларів США, що була на 100 000 доларів більшим ніж у попередньому фінансовому році.
У 1913 році О'Браєн невдало намагався обратись мером Буффало. У 1915 році О'Браєн був делегатом на нью-йоркському конституційному конвенті, де очолив комітет округів, міст та селищ. На президентських виборах у США 1916 року О'Браєн підтримував Чарльза Еванса Г'юза та агітував на його підтримку в західному Нью-Йорку. У 1917 році О'Браєн очолив Надзвичайний Військовий Відділ у Міністерстві юстиції США, який займався діяльністю, що стосувалась Першої світової війни. Перебуваючи на цій посаді, О'Браєн найняв майбутнього директора ФБР Едгара Гувера, для якого це була перша державна посада. Пізніше О'Браєн говорив про це так: «Це те, про що я волію шепотіти в темних кутках. Це один із гріхів, які я маю спокутувати».
У Надзвичайному Військовому Відділі О'Браєн займався забезпеченням виконання цивільних законів, пов'язаних із війною; створенням Надзвичайного Військового Відділу; консолідацією під егідою відділу раніше неузгоджених та часто суперечливих видів цивільних операцій, пов'язаних з війною. Крім того, О'Браєн займався так званими ворожими іноземцями: він розглядав справи ворожих іноземців та приймав рішення про інтернування. У 1919 році він виступив помічником Генерального прокурора США у знаковій справі «Шенк проти США» (англ. Schenck v. United States), в якій Верховний суд США сформулював критерій чіткої та наявної небезпеки стосовно питання, чи підлягають висловлювання захисту Першою поправкою до Конституції США.
У 1919 році О'Браєн знову зайнявся приватною юридичною практикою в Буффало. Він повернувся до державної служби у 1929 році, коли президент США Герберт Гувер призначив його помічником Генерального прокурора США в антимонопольному відділі, що означало, що О'Браєн очолив антимонопольний відділі Міністерства юстиції США. На цій посаді О'Браєн відзначився тим, що порушив антимонопольні справи проти промислових асоціацій, а також натиснув на Федеральну торгову комісію, щоб та переглянула свої правила, що й було зроблено. Вілл Г. Гейс, політик-республіканець, а також голова Асоціації виробників і дистриб'юторів кінофільмів Америки скаржився на О'Браєна президенту Гуверу, зазначаючи, що О'Браєн заподіював адміністрації шкоду своїми антимонопольними справами. У той час, проти Асоціації було порушено справу на підставі того, що Міністерство юстиції США вважало, що суміш стандартизації, саморегулювання та обов'язкового арбітражу трудових спорів у кіноіндустрії порушувало Акт Шермана. Загалом, коли О'Браєн очолював антимонопольний відділ, він вів приблизно 20 справ у Верховному суді США.
В кінці 1932 року О'Браєн знов повернувся до приватної юридичної практики. У 1935 році він став спеціальним юридичним радником федеральної корпорації Теннесі Веллі Ауторіті. У цій ролі він вів у Верховному суді США справу «Ашвандер проти Теннессі Веллі Ауторіті» (англ. Ashwander v. TVA), в якій оскаржувалось повноваження уряду США в особі Теннесі Веллі Ауторіті вести діяльність з вироблення електроенергії. У цій справі переміг уряд США. У 1938 році О'Браєн невдало балотувався до Сенату США: він зазнав поразки від тодішнього сенатора-демократа Роберта Ф. Ваґнера.
У 1941 році О'Браєн став головним юрисконсультом Офісу управління виробництвом, який пізніше став Радою військового виробництва. На цій посаді О'Браєн здійснював нагляд за належним виконанням промисловими компанії військових замовлень уряду США та застосуванням санкцій до компаній, які порушували правила та закони щодо військового виробництва. Крім того, будь-який наказ або директива Ради військового виробництва мала бути попередньо схвалена головним юрисконсультом Ради. Іноді це викликало незадоволення деяких членів Ради, яка складалась із представників топ-менеджменту великих промислових компаній.
У 1944 році О'Браєн приєднався до юридичної фірми Covington, Burling, Rublee, Acheson & Shorb (зараз — відома американська юридична фірма Covington & Burling) у Вашингтоні. Протягом 28 років О'Браєн був партнером в цій фірмі.
О'Браєн також займав почесні посади у сфері освіти: він входив до опікунської ради Університету штату Нью-Йорк (1931—1947), був попечителем Університету в Буффало (1903—1929), наглядачем Гарвардського університету (1939—1945) та головою фонду Гарвардської школи релігієзнавства (1950—1957).
О'Браєн помер 10 квітня 1973 року в Вашингтоні у віці 98 років від серцевого нападу.

## Номінації та нагороди
У 1938 році Сиракузький університет нагородив О'Браєна почесним ступенем доктора права. У 1940 році О'Браєн отримав Медаль Канцлера Університету в Буффало. У 1945 році Браунський університет нагородив О'Браєна почесним ступенем доктора права. У 1946 році Гарвардський університет присвоїв О'Браєну почесний ступінь доктора права. Крім того, у 1946 році О'Браєн був нагороджений Медаллю «За Заслуги» президентом США Гаррі Труменом. У 1948 році Єльський університет нагородив О'Браєна почесним ступенем доктора права. У 1956 році Адвокатська колегія штату Нью-Йорк нагородила О'Браєна золотою медаллю. У тому ж році О'Браєн отримав нагороду від Національної конференції християн і євреїв за написану ним книгу «Національна безпека та особиста свобода».

## Особисте життя
У 1902 році О'Браєн одружився із Альмою Вайт, яка померла 13 квітня 1968 року в Буффало. У пари було п'ять дочок (Дженет, Альма, Елісон, Френсіс та Естер).

## Праці О'Браєна

### Книги
- «Національна безпека та особиста свобода», 1955 (англ. National Security and Individual Freedom)

### Вибрані статті
- «Обмеження індивідуальної свободи під час надзвичайної ситуації», 1940 (англ. Restraints Upon Individual Freedom in Times of National Emergency) — в журналі Cornell Law Quaterly
- «Нові зазіхання на свободу особистості», 1952 (англ. New Encroachments on Individual Freedom) — в журналі Harvard Law Review
- «Зміна ставлення до свободи», 1952 (англ. Changing Attitudes Toward Freedom) — в журналі Washington & Lee Law Review

## Вшанування пам'яті
Одна з будівель Школи права Університету в Буффало названа на честь Джона Лорда О'Браєна.